# تيري تورنر
تيري تورنر (بالإنجليزية: Terry Turner)‏ هو لاعب كرة قاعدة أمريكي، ولد في 28 فبراير 1881 في Sandy Lake, Pennsylvania ‏ في الولايات المتحدة، وتوفي في 18 يوليو 1960 في كليفلاند في الولايات المتحدة.

## وصلات خارجية
- تيري تورنر على موقعبيزبول رفرنس.كوم (الدوري الرئيسي) (الإنجليزية)